# Uchidanurinae
Sous-famille
Les Uchidanurinae sont une sous-famille de collemboles de la famille des Neanuridae.

## Liste des genres
Selon Checklist of the Collembola of the World (version du 4 novembre 2019) :
- Assamanura Cassagnau, 1980
- Denisimeria Massoud, 1965
- Uchidanura Yosii, 1954

## Publication originale
- Salmon, 1964 : An index to the Collembola. Vols. 1 & 2. Bulletin Royal Society of New Zealand, no 7, p. 1-644.